# السكسكية
السكسكية (ِAl-Saksakieh) هي إحدى القرى اللبنانية من قرى قضاء صيدا في محافظة الجنوب.بلدة ساحلية يقع جزء منها على مرتفع صخري تعلو 165 م عن سطح البحر.
يحدها  خيزران والصرفند واللوبية والأنصارية وغيرها.
تشتهر بمطاعمها ومنتجعاتها السياحية على ساحل خيزران كما يوجد فيها مستشفى حكومي مقفل،ومستشفى فقيه الخاص، ودوائر  رسمية آخرى.